# Salon Carré

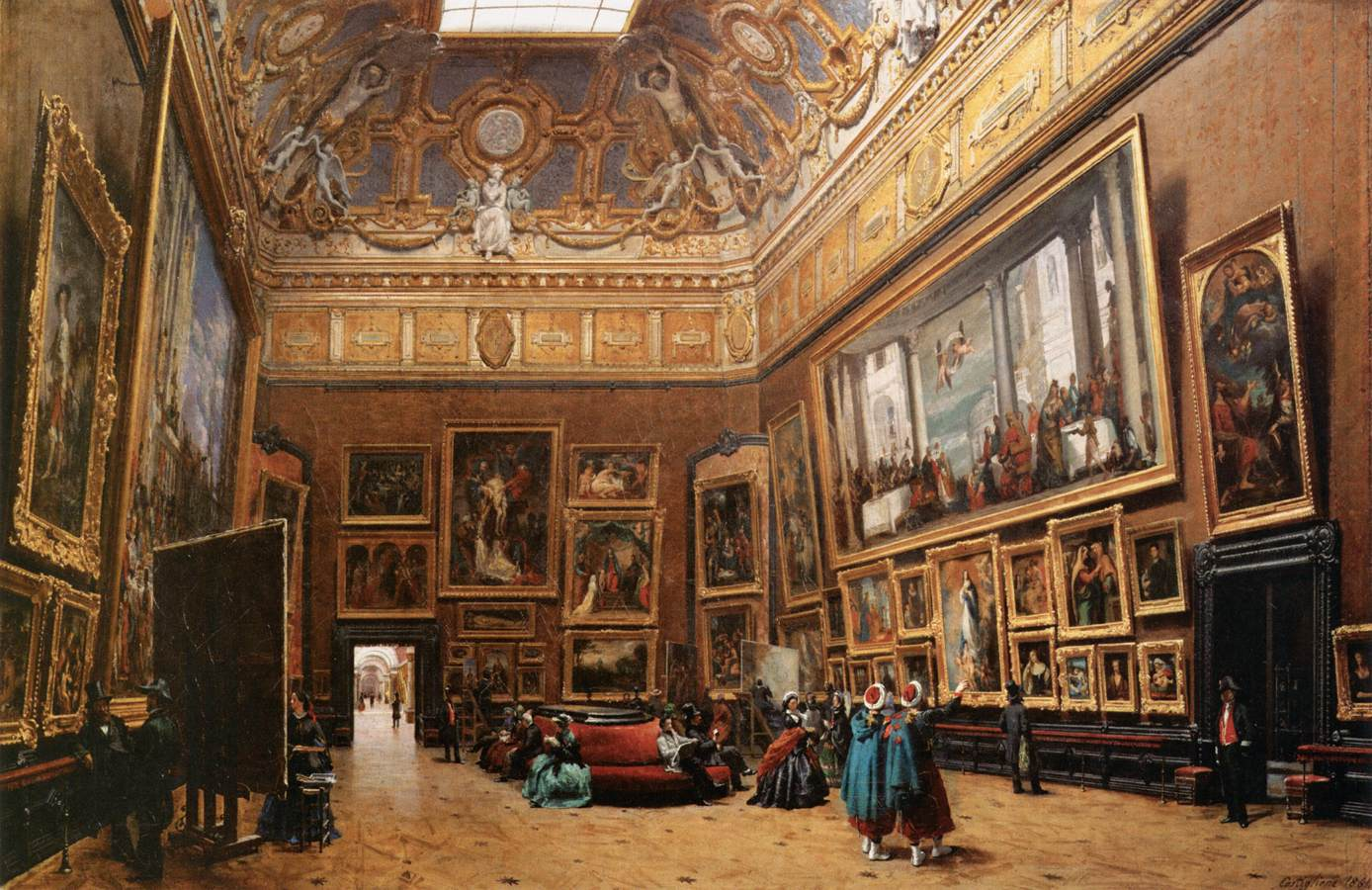
Giuseppe Castiglione, Veduta del Salon Carré al Louvre

Il Salon Carré ("Salone Quadrato") è la sala 3 del I piano del padiglione Denon del Museo del Louvre di Parigi.
È situata all'estremità orientale della Grande Galerie, in cui sono ospitati alcuni fra i più noti capolavori della pittura italiana pre-rinascimentale e rinascimentale (XII - XV secolo).
Costruito da Le Vau dopo l'incendio del 1661, fu tra le prime sale aperte al pubblico nel 1793.
Il 2 Aprile 1810 il Salon Carré venné trasformato in cappella dove si celebró il matrimonio di Napoleone con Maria Luisa d'Austria.
In esso fu ospitata, fino al furto del 1911, la Gioconda di Leonardo da Vinci, poi collocata nella Salle des États (Sala degli Stati).
Presso il Salon Carré venivano allestiti i Salon Official, dove annualmente venivano esposte le opere considerate le migliori da una giuria di accademici, i cui temi preferiti erano quelli mitologici e storici. Nel settecento il Salon era un evento annuale; nell'Ottocento divenne sempre più importante, perché per un pittore trovare riconoscimento dalla giuria del Salon era garanzia certa di successo.